# Zmarli w roku 1960
Lista osób zmarłych w 1960:

## styczeń 1960
- 3 stycznia – Eric Philbrook Kelly, amerykański pisarz, wykładowca Uniwersytetu Jagiellońskiego (ur. 1884)
- 4 stycznia:
  - Albert Camus, francuski pisarz, laureat literackiej nagrody Nobla 1957, zginął w wypadku samochodowym (ur. 1913)
  - Paweł Wybierski, polski działacz niepodległościowy i sportowy (ur. 1899)[1]
- 9 stycznia – Kornel Bogotko, polski oficer, kawaler Virtuti Militari (ur. 1892)
- 16 stycznia – Arthur Darby, brytyjski rugbysta, medalista olimpijski (ur. 1876)

## luty 1960
- 2 lutego – Eilert Falch-Lund, norweski żeglarz, medalista olimpijski (ur. 1875)
- 3 lutego – Fred Buscaglione, włoski muzyk, piosenkarz i aktor (ur. 1921)
- 7 lutego – Igor Kurczatow (ros. Игорь Васильевич Курчатов), radziecki fizyk jądrowy, uznawany za ojca radzieckiej bomby atomowej (ur. 1903)
- 8 lutego – Giles Gilbert Scott, brytyjski architekt (ur. 1880)
- 11 lutego – Victor Klemperer, niemiecki filolog pochodzenia żydowskiego, romanista (ur. 1881)
- 12 lutego:
  - Jean-Michel Atlan, francuski artysta i malarz (ur. 1913)
  - Aleksander Drzewiecki, polski skrzypek, trębacz, wachmistrz zawodowy Wojska Polskiego, altowiolista Filharmonii Pomorskiej w Bydgoszczy, powstaniec wielkopolski (ur. 1897)
- 18 lutego – Mosze Ben–Ammi, izraelski polityk (ur. 1898)
- 20 lutego – Leonard Woolley, brytyjski archeolog, odkrywca starożytnego miasta Ur (ur. 1880)
- 23 lutego – Bolesław Szarecki, polski generał, chirurg (ur. 1874)

## marzec 1960
- 2 marca – Stanisław Taczak, polski dowódca wojskowy, pierwszy dowódca powstania wielkopolskiego (ur. 1874)
- 11 marca – Roy Chapman Andrews, amerykański odkrywca, przyrodnik i paleontolog (ur. 1884)
- 15 marca – Dionizy (Waledyński), polski arcybiskup prawosławny, metropolita warszawski i całej Polski (ur. 1876)
- 22 marca – Arvid Sjöqvist, szwedzki żeglarz, olimpijczyk (ur. 1884)
- 27 marca – Gregorio Marañón, hiszpański lekarz, historyk, filozof (ur. 1887)

## kwiecień 1960
- 15 kwietnia – Jerzy Koszutski, polski muzyk, sportowiec (ur. 1905)
- 24 kwietnia – Max von Laue, niemiecki fizyk (ur. 1879)
- 25 kwietnia – August Kopff, niemiecki astronom (ur. 1882)
- 28 kwietnia – Carlos Ibáñez del Campo, chilijski polityk, prezydent Chile (ur. 1877)

## maj 1960
- 6 maja – Pál Ábrahám (w szpitalu dla nerwowo chorych), węgierski kompozytor operetkowy (ur. 1892)
- 8 maja – Hugo Alfvén, szwedzki kompozytor (ur. 1872)
- 30 maja:
  - Max Alfthan, fiński żeglarz, medalista olimpijski (ur. 1892)
  - Boris Pasternak, rosyjski pisarz (ur. 1890)

## czerwiec 1960
- 1 czerwca – Teodoro Picado Michalski, adwokat, pisarz, dziennikarz, polityk, prezydent Kostaryki (ur. 1900)
- 4 czerwca – Józef Haller de Hallenburg, polski generał (ur. 1873)
- 12 czerwca – Józef Retinger, polski literaturoznawca, pisarz i polityk, wolnomularz (ur. 1888)
- 13 czerwca – Carl Seyfert, amerykański astronom (ur. 1911)
- 17 czerwca – Pierre Reverdy, francuski pisarz (ur. 1889)
- 19 czerwca:
  - Chris Bristow, brytyjski kierowca wyścigowy (ur. 1937)
  - Jimmy Bryan, amerykański kierowca wyścigowy (ur. 1926)
  - Alan Stacey, brytyjski kierowca wyścigowy (ur. 1933)
- 23 czerwca – Władysław Mikołajczak, pułkownik piechoty Wojska Polskiego, kawaler Orderu Virtuti Militari (ur. 1894)
- 25 czerwca – Walter Baade, niemiecki astronom (ur. 1893)

## lipiec 1960
- 8 lipca – Werner Meyer-Eppler, niemiecki elektroakustyk, prekursor muzyki elektronicznej (ur. 1913)
- 16 lipca – Albert Kesselring, niemiecki feldmarszałek (ur. 1885)
- 17 lipca – Paweł Piotr Gojdič, słowacki bazylianin, biskup tytularny eparchii preszowskiej Kościoła katolickiego obrządku bizantyjsko-słowackiego, męczennik, błogosławiony katolicki, Sprawiedliwy wśród Narodów Świata (ur. 1888)
- 25 lipca – Désiré Defauw, amerykański dyrygent i skrzypek pochodzenia belgijskiego (ur. 1885)
- 27 lipca – Richard Jackett, brytyjski rugbysta, medalista olimpijski (ur. 1881)
- 29 lipca:
  - Clyde Kluckhohn, amerykański antropolog kulturowy (ur. 1905)
  - Jack E. Cox, brytyjski operator filmowy (ur. 1896)
  - Kristian Østervold, norweski żeglarz, medalista olimpijski (ur. 1885)

## sierpień 1960
- 6 sierpnia – Fryderyk Jarosy, polski konferansjer węgierskiego pochodzenia (ur. 1890)
- 17 sierpnia – André Béhotéguy, francuski rugbysta, medalista olimpijski (ur. 1900)

## wrzesień 1960
- 7 września – Wilhelm Pieck, niemiecki działacz komunistyczny (ur. 1876)
- 12 września – Dino Borgioli, włoski tenor (ur. 1891)

## październik 1960
- 5 października – Alfred Kroeber, amerykański antropolog (ur. 1876)
- 10 października – Stanisław Porębski, polski taternik i działacz turystyczny, przemysłowiec i handlowiec (ur. 1884)
- 25 października – Tadeusz Mitraszewski, polski prawnik (ur. 1892)

## listopad 1960
- 2 listopada – Dimitri Mitropoulos, grecki dyrygent (ur. 1896)
- 3 listopada – Harold Spencer Jones, angielski astronom (ur. 1890)
- 16 listopada – Clark Gable, amerykański aktor (ur. 1901)
- 24 listopada – Ferdynand Goetel, polski pisarz, publicysta i działacz polityczny (ur. 1890)
- 26 listopada – Kazimierz Piwakowski, polski oficer i działacz niepodległościowy (ur. 1889)
- 30 listopada – Antoni Chruściel, polski dowódca wojskowy, generał, dowódca AK w powstaniu warszawskim (ur. 1895)

## grudzień 1960
- 17 grudnia – Arne Sejersted, norweski żeglarz, medalista olimpijski (ur. 1877)
- 18 grudnia – Trygve Schjøtt, norweski żeglarz, medalista olimpijski (ur. 1882)
- 27 grudnia – Janina Mortkowiczowa, polska pisarka i tłumaczka, żona Jakuba Mortkowicza (ur. 1875)
- 31 grudnia – Stanisław Trzebunia, polski oficer, kawaler Orderu Virtuti Militari (ur. 1888)